# Lygodium microphyllum
Lygodium microphyllum là một loài dương xỉ trong họ Lygodiaceae. Loài này được Cav. R. Br. mô tả khoa học đầu tiên năm 1810.

## Hình ảnh

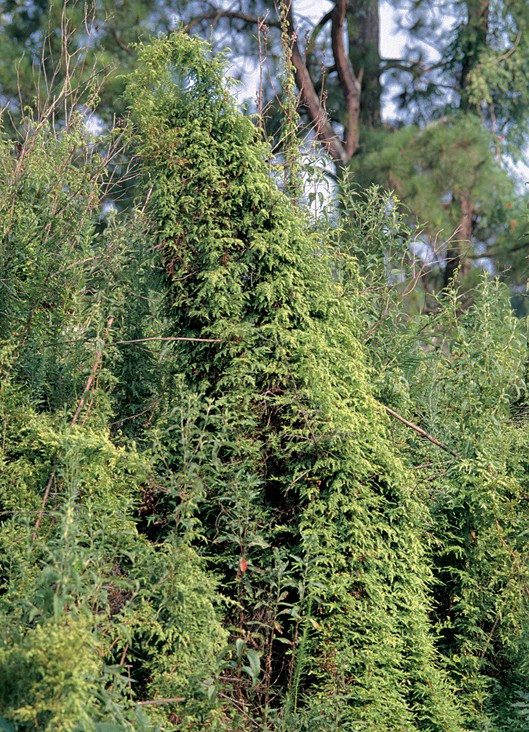
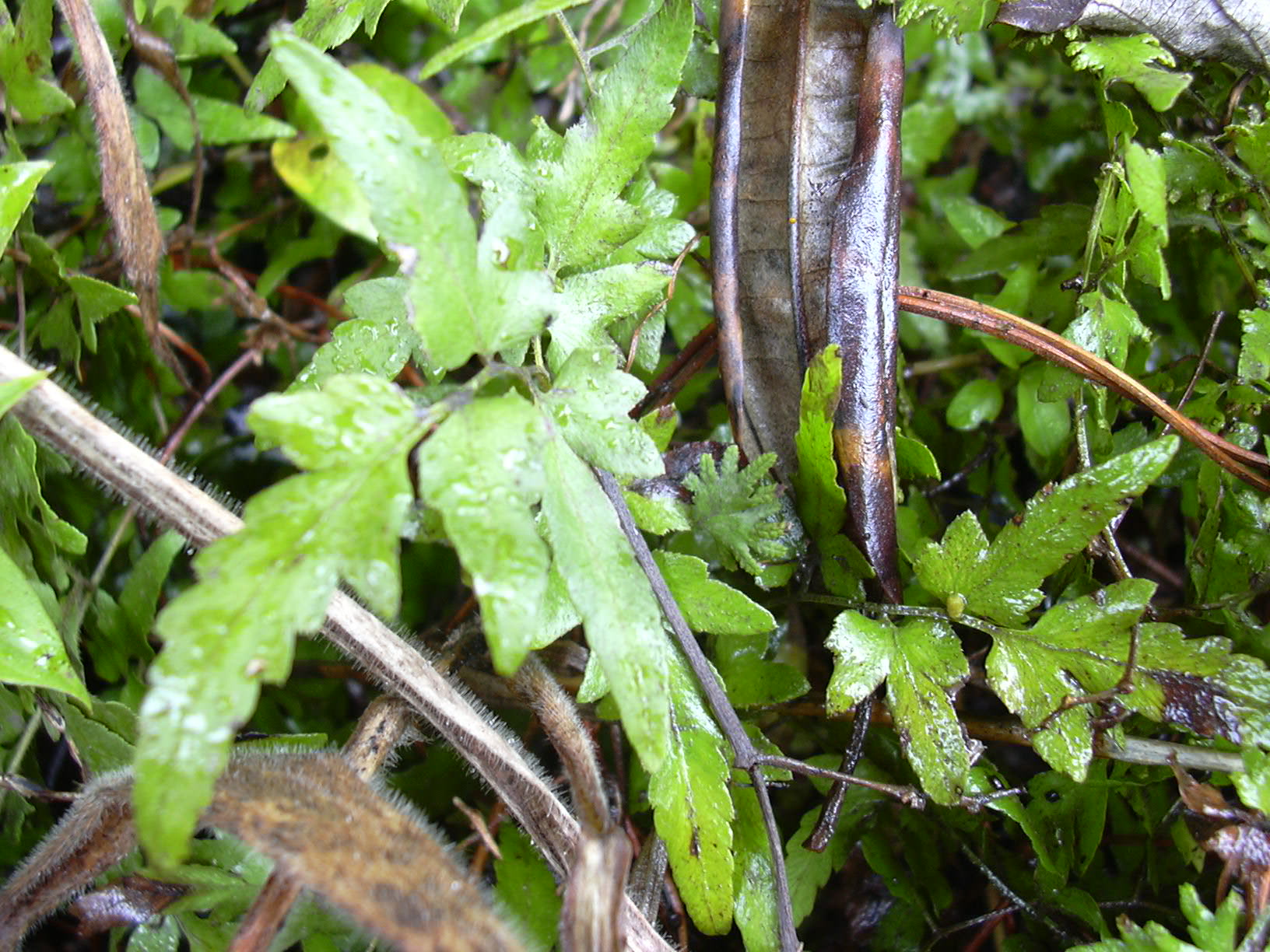
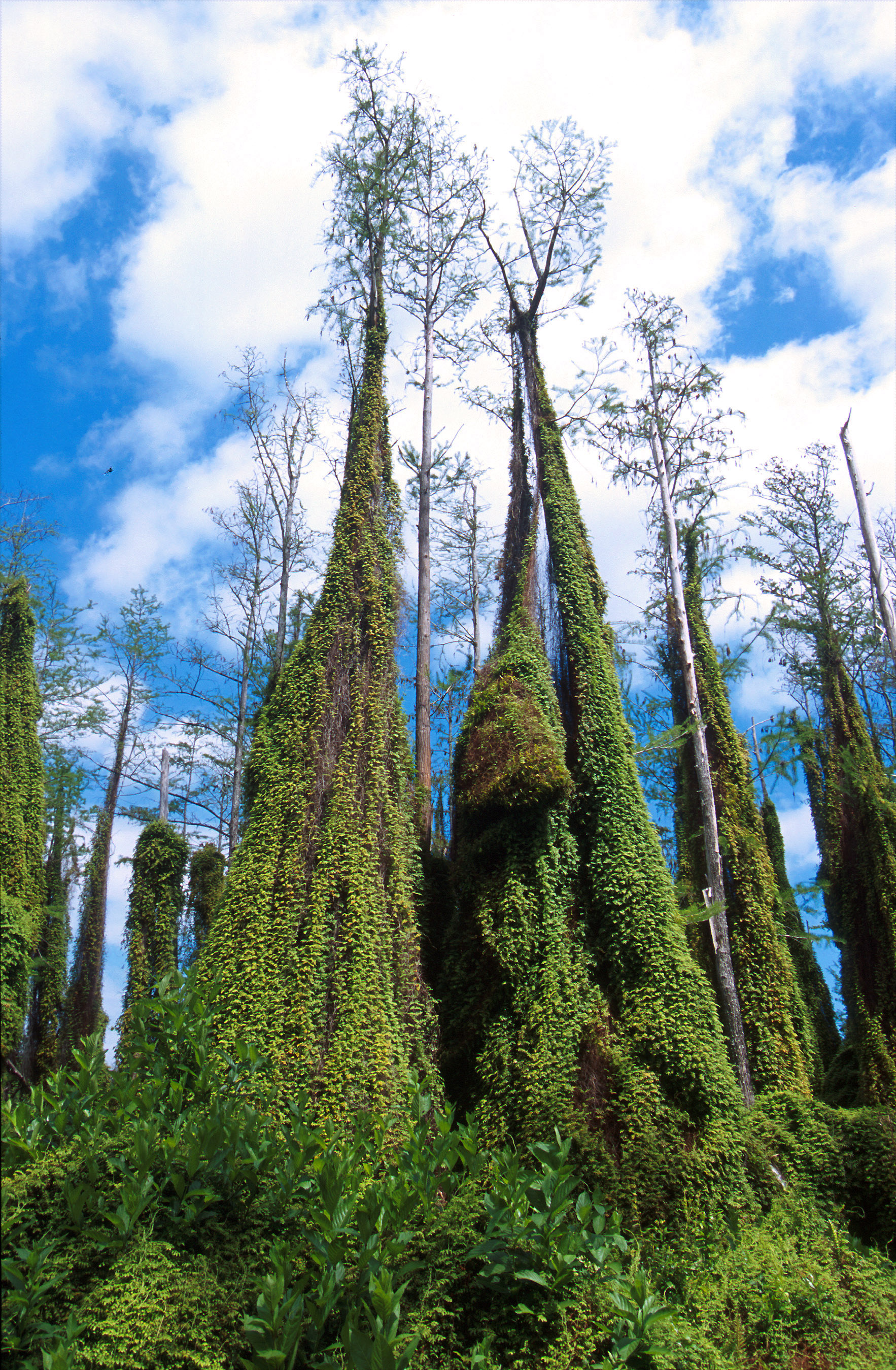
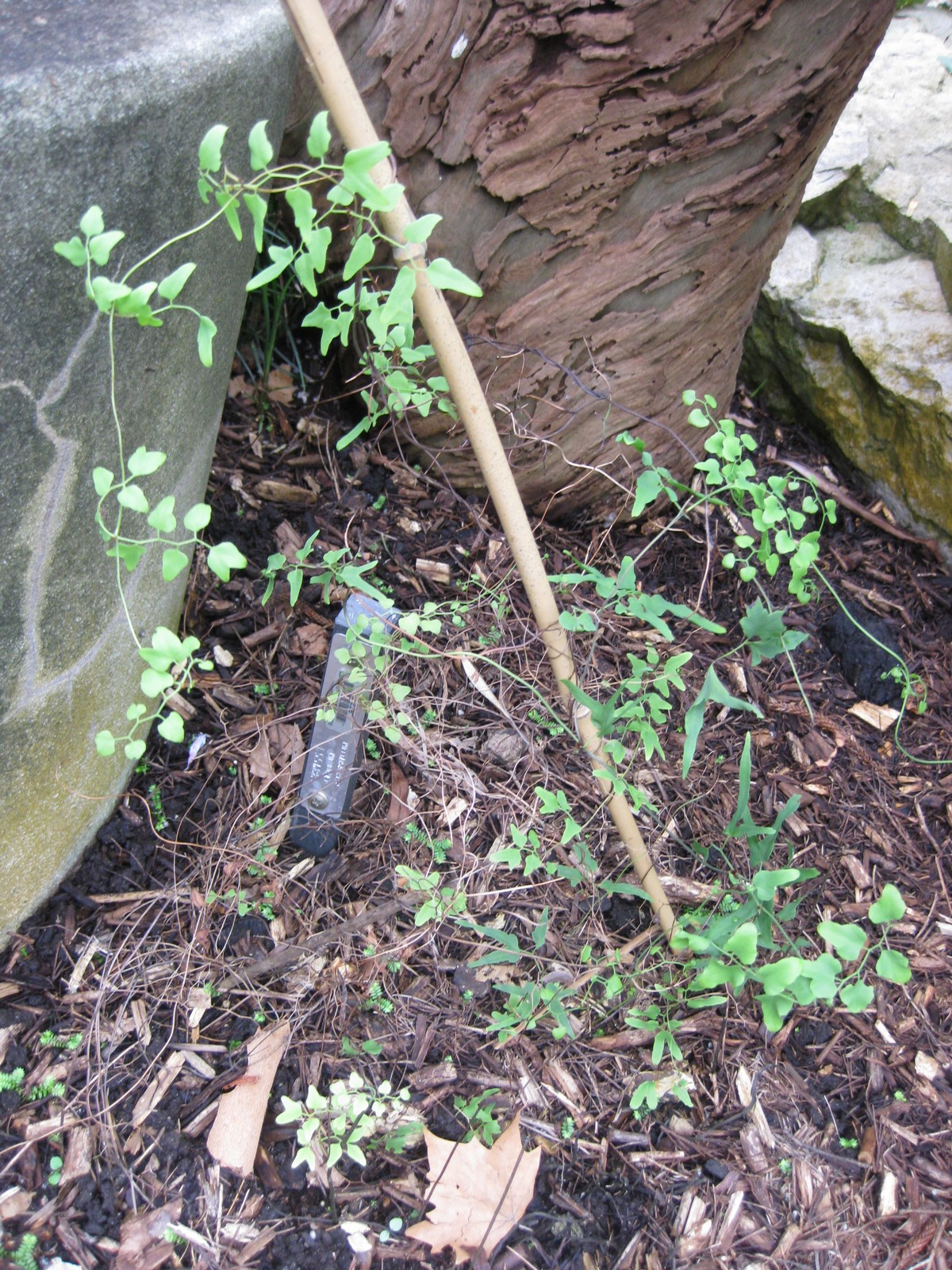